# Sancti hieronymi ordo
Ne doit pas être confondu avec Ordre de Saint-Jérôme.

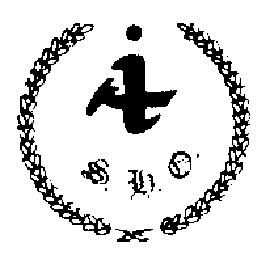
Ancien emblème de l'ordre de Saint-Jérome

L’ordre de Saint-Jérome (Sancti Hieronymi Ordo, en abrégé SHO), est une corporation étudiante belge mixte de l’Institut Libre Marie-Haps intégrée au folklore de Bruxelles.

## Nomenclature
L’intitulé « ordre » sous-entend que le SHO est une communauté agencée et régie par un règlement. Celui-ci est désigné sous le terme de « codex ». Il est réservé, pour consultation, aux seuls membres de l’Ordre, à l'exception notable du Titre Premier qui présente les différents buts de l’ordre ainsi que quelques détails sur son origine.

## Historique
- Le SHO est fondé le 1er décembre 1976 en réunion intime à la rue de la Croix.
- En 1983, un soir de décembre, en réunion extraordinaire en la salle La Bécasse, rue Tabora 11 à Bruxelles-Ville, est relancé « l’ordre de Saint Jérôme ».
- En 1999, un soir de décembre, en réunion exceptionnelle dans les tréfonds de Bruxelles, à l’initiative d’Alexandre Gillon et de Frédéric Pak, est décidée la renaissance de « l’ordre de Saint Jérôme ».

## Les objectifs de l’ordre
- La promotion, la pratique et le respect des traditions folkloriques estudiantines au sein de l’Institut Libre Marie-Haps ou plus spécifiquement au sein du cercle de baptême Marie Haps (CMH).
- La promotion des arts estudiantins (tels que le chant ou les guindailles) ;
- le développement du respect et de l’amitié parmi ses membres, anciens ou nouveaux ;
- Défendre l’esprit chrétien et breughélien dont la synthèse caractérise la mentalité populaire de nos provinces ;
- Défendre le folklore de la calotte.

## Les membres, le comité et le sénat

### Devenir membre
- Être ou avoir été étudiant d’une école supérieure.
- Être porteur d'une calotte.
- Être inscrit ou avoir été inscrit depuis plus d’un an dans une école supérieure et avoir réussi sa première année.
- Participer à l'intronisation du tyro et à l'émancipation du tyro.

Le parcours du postulant dit tyro durant lequel il tentera d’accéder au rang de membre s'étale sur une année académique complète.
Durant cette année et au rythme des séances, le tyro peut ainsi faire plus ample connaissance avec la part du folklore de l’ordre, ses activités et objectifs, mais aussi avec les membres.

### Le comité et le comité élargi
Le comité permanent est chargé de gérer l’ordre et de veiller à la bonne organisation des séances et des autres activités de l'ordre. Ce comité est composé de huit membres.

#### Le comité
À la tête de l’ordre, se trouve un comité de cinq membres, réunissant un grand maître, un tyronum major, un vice grand maistre, un chancelier et un trésorier formant le bureau.
Chaque membre du comité permanent s'engage pour une année académique à l'issue de laquelle de nouvelles élections sont organisées. Après ces élections, si le grand maître n’est pas réélu, il est invité à prendre place parmi le Sénat ; les autres membres du comité reprennent leur condition de membres.
- Le grand maître : il est le garant des traditions et doit veiller au bon fonctionnement de l’ordre. Il est également responsable de toutes les décisions prises dans l’urgence entre les réunions de comité. C’est également lui qui est chargé des relations extérieures auprès des autres corporations.
- Le vice grand maître : se substitue au grand maître en cas d’absence de ce dernier et en prend temporairement tant la charge que l’entièreté des privilèges qui y incombent.
- Le tyronum major : est responsable de la formation des tyrone et de leur initiation aux règlements, traditions et usages de l’ordre. Il est élu contrairement aux autres membres du comité, à la session d'ouverture de l'année académique.
- Le chancelier : il est le principal détenteur des archives de l’ordre et le responsable des convocations et de la mise à jour de l’annuaire de l'ordre.
- Le quaestor (ou trésorier) : est chargé de la comptabilité et de la gestion des avoirs de l’ordre. Il veille à percevoir les cotisations et à assurer le les payements des dépenses. Il également dépositaire de certains attributs de l’ordre tels que les vleks (récompenses méritoires) ou les bierzipfels (médaille marquée de l'écu de l'ordre), etc.).

#### Le comité élargi
Le comité est secondé dans sa tâche par des membres, ou invités membres d’autres ordres ou corporations, auxquels sont attribuées d’autres fonctions spécialisées selon leurs compétences : un intendant, un secrétaire (Scriba), un cérémoniaire, un censeur (censor) et un cantor primus. Les trois premiers sont élus par l’assemblée à la session d’ouverture de l’année académique. Ils doivent être membres et composent, avec le comité, le comité élargi. Le censeur et le cantor primus sont nommés par le comité à chaque début de réunion.
- L'intendant : il est principalement chargé de la gestion des locaux pour les différentes activités de l’ordre et doit veiller à sustenter les participants.
- Le cérémoniaire : il est chargé d’installer le decorum requis avant le début de la réunion, de le récupérer en fin de réunion, de l’entretenir et de le compléter.
- Le scriba (ou secrétaire) : il est attaché au service du chancelier pour l’aider dans sa tâche. Il lui incombe de prendre note et est chargé du travail administratif des convocations, invitations et autres lettres.

### Sénat
Le Sénat est constitué des membres fondateurs, des anciens grands maîtres et des membres qui ont atteint le grade de commandeur. Il est dirigé par le recteur du Sénat. Le plus ancien sénateur en vie est appelé doyen du Sénat.  L'objet du Sénat est de s'informer, d'informer et de conseiller, dans le but de conserver l'esprit de l'ordre. Il est en quelque sorte le garant des traditions de la corporation. C'est dans ce but qu'il prépare, une fois par an, des « remontrances ». Celles-ci sont une série de recommandations, critiques et encouragements destinés au comité.

## Couleurs et emblèmes de l'ordre

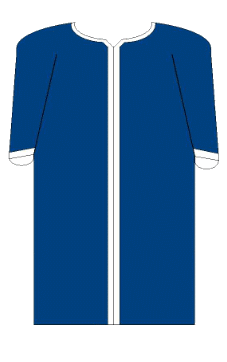
Toge de l'ordre de Saint-Jérome

### Les régalia
- Le blason de l’ordre est un écu arborant valeurs et symboles de l’ordre selon les règles héraldiques
- Le grand maystre, le tyronum major et le censeur possèdent chacun une épée, symbole de leur autorité, qu’ils posent devant eux sur la table, pendant une séance ; ce premier ayant la plus longue.

### Le band
Le band de l’ordre est un ruban de 10 cm de large sur environ 1,50 m de long aux couleurs de l’ordre, soit azur et argent (bleu et blanc), bordé d’un liseré doré et flanqué du monogramme de l’ordre brodé à la hauteur du cœur. Le band se porte sur la toge ou sous le veston lorsque le membre ne peut porter de toge. Les membres de l’ordre portent le band sur l’épaule droite et les tyrone portent le band à l’épaule gauche. Le port du band est obligatoire aux séances de l’ordre, et en général à toutes les manifestations estudiantines et académiques.

### La toge
Les membres portent, pendant les séances et cérémonies de l’ordre, la toge bleu roi foncé ouverte qui comporte à son contour une bande blanche de 5 cm et à ses manches une bande blanche de 4 cm. Le port de la toge est obligatoire aux séances et cérémonies de l’ordre.

### Les commanderies
Les membres du comité portent une commanderie représentant une croix blanche aux bords dorés surmontée d’un centre bleu flanqué du sigle de l'Institut Libre Marie-Haps doré, le tout suspendu à une cravate bleue.
- Celle du grand maître comporte une couronne dorée insérée entre la croix et la cravate
- Celle du vice grand maître comporte deux couronnes argentées de part et d’autre de la cravate
- Celle du chancelier comporte deux plumes dorées de part et d’autre de la cravate
- Celle du trésorier comporte deux clés croisées dorées de part et d’autre de la cravate
- Celle du tyronum mayor comporte les lettres TM de part et d’autre de la cravate.

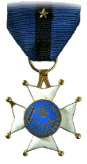
Commanderie de Saint-Jérome

Les commanderies du comité sont propriétés de l'ordre et sont transmises d’années en années. Les membres du Sénat portent une commanderie représentant une croix bleue aux bords dorés surmontée d’un centre blanc flaqué du sigle de l'Institut Libre Marie-Haps suspendue à une cravate bleue coupée d’une bande noire de 1 cm en son milieu. Les commanderies de sénateur sont acquises par chaque sénateur et demeurent leur propriété à vie.

### Le monogramme
Le monogramme de l’ordre de Saint-Jérôme est constitué par les lettres USVCF entrelacées (initiales de “UT SEMPER VIVAT CRESCAT ET FLOREAT”) suivies des lettes SHO (initiales de “SANCTI HIERONYMI ORDO”), le tout terminé d’un point d’exclamation.